# Verwaltungsgemeinschaft Breitenbrunn/Erzgeb.
Die Verwaltungsgemeinschaft Breitenbrunn/Erzgeb. im ehemaligen Landkreis Aue-Schwarzenberg in Sachsen wurde am 2. September 1994 zwischen den Gemeinden Antonsthal, der Gemeinde Breitenbrunn und der Gemeinde Rittersgrün als Verwaltungsgemeinschaft Oberes Erzgebirge geschlossen. Erfüllende Gemeinde und somit Verwaltungssitz war die Gemeinde Breitenbrunn/Erzgeb. Im Jahr 1995 wurde die Verwaltungsgemeinschaft in Verwaltungsgemeinschaft Breitenbrunn umbenannt. Auf dem Gebiet der Verwaltungsgemeinschaft lebten zur Gründung über 6.000 Menschen. Am 1. Januar 1997 trat die Gemeinde Erlabrunn der Verwaltungsgemeinschaft bei. Zu diesem Zeitpunkt wohnten knapp 7.000 Menschen im Gebiet.
Mit der Eingliederung der Gemeinde Antonsthal in die Gemeinde Breitenbrunn zum 1. Juli 1998 bestand die Verwaltungsgemeinschaft nur noch aus Breitenbrunn (mit angegliederten Antonsthal), Erlabrunn und Rittersgrün. Zum 1. Juli 2005 gliederte sich die Gemeinde Erlabrunn der Gemeinde Breitenbrunn an, somit bestand die Verwaltungsgemeinschaft nur noch aus Breitenbrunn (mit angegliederten Antonsthal und Erlabrunn) und Rittersgrün. Mit der Eingemeindung von Rittersgrün nach Breitenbrunn am 1. Januar 2007 war die Verwaltungsgemeinschaft aufgelöst.   